# Dictyna albicoma
Dictyna albicoma är en spindelart som beskrevs av Simon 1893. Dictyna albicoma ingår i släktet Dictyna och familjen kardarspindlar.
Artens utbredningsområde är Venezuela. Inga underarter finns listade i Catalogue of Life.